# Tsukudani

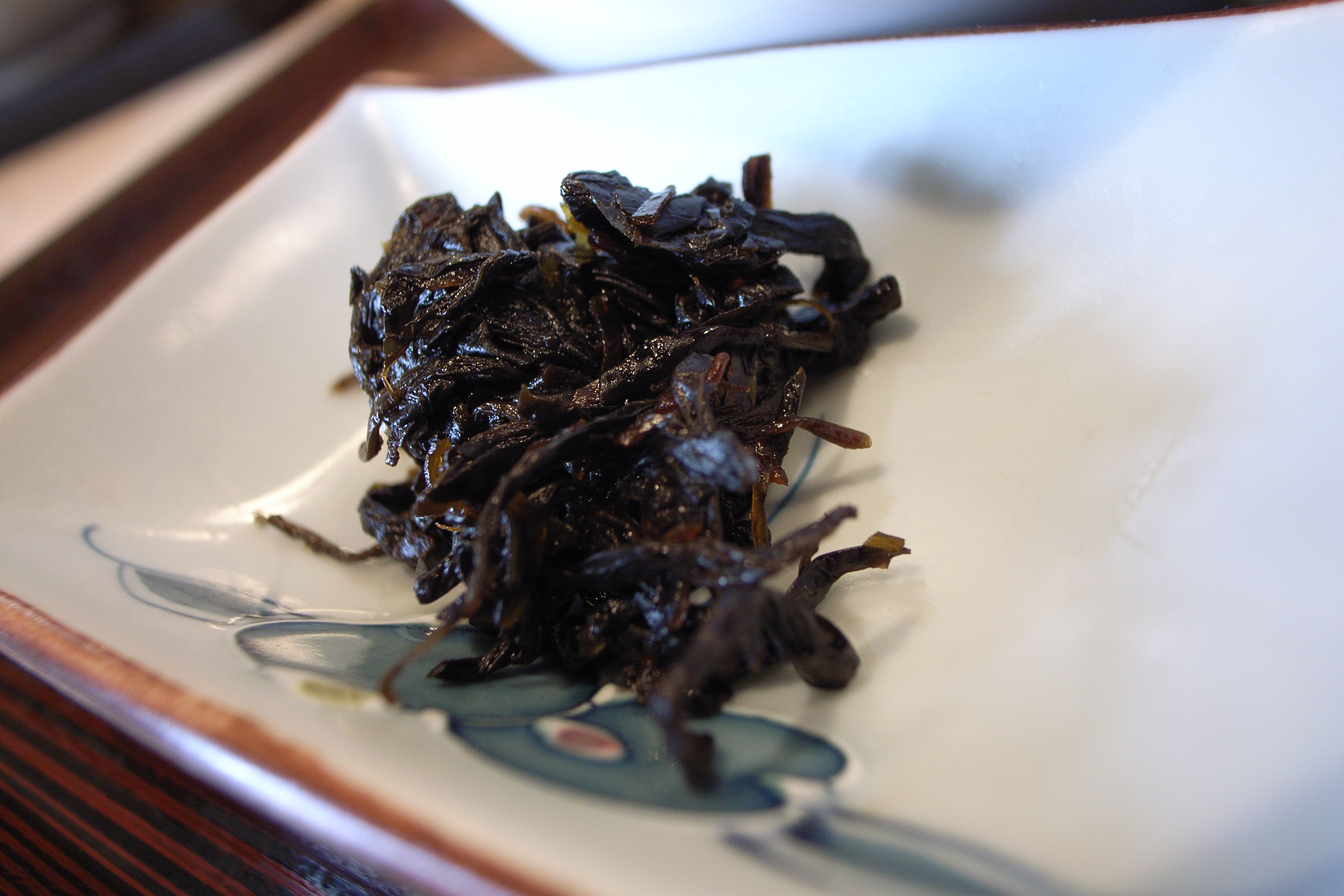

El tsukudani (つくだに?) es un tipo de comida que consiste en pescado, carne o vegetales, cortado en pequeñas porciones y fritos en salsa de soja y mirin. Se utiliza como acompañamiento del arroz y no se come solo, puesto que el fuerte sabor a soja que tiene contrasta bien con el arroz hervido típico de la gastronomía japonesa.

## Características
El nombre tiene su origen en la isla de Tsukuda (つくだ島, tsukudajima) que se encuentra en la bahía de Tokio, que es el lugar donde empezó a elaborarse el tsukudani, utilizando la soja como un preservante natural de los alimentos. De hecho, es fácil localizar establecimientos en el área de Tsukuda dedicados exclusivamente a vender este producto, concretamente en el lado este del río Sumida a la altura de Asakusa.
- Datos: Q3276660
- Multimedia: Tsukudani / Q3276660